# UNIVAC

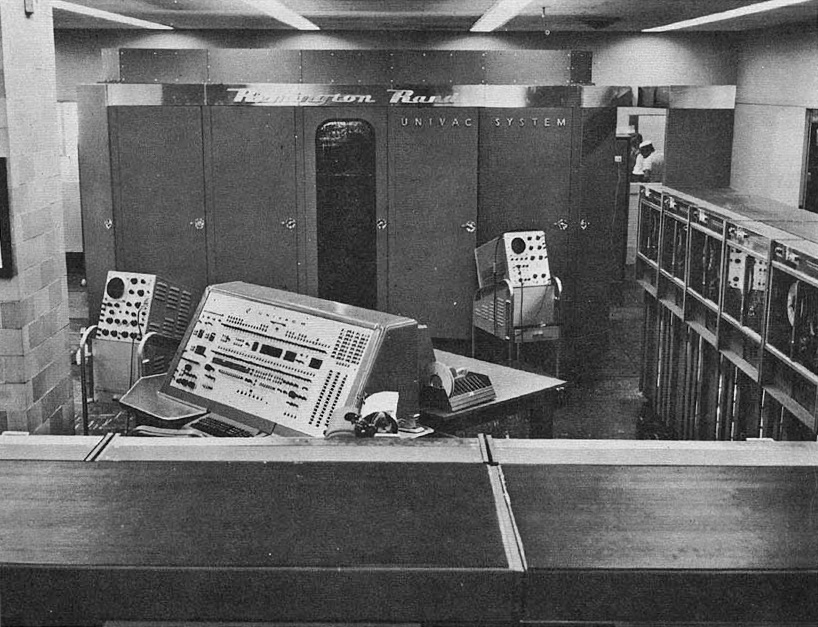
Univac-1型海軍用電腦

UNIVAC，名稱來自通用自動計算機（UNIVersal Automatic Computer的縮寫），最初由埃克特-莫奇萊電腦公司（Eckert–Mauchly Computer Corporation）製造的電子數位計算機，可存取程式來執行。稍後這個名字成為雷明頓蘭德公司與後續公司的部門名稱，成為一個產品線系列商品的通稱。現在這個名稱仍然被Unisys公司所繼承。